# Friastelas
Friastelas es una freguesia portuguesa del concelho de Ponte de Lima, con 4,20 km² de superficie y 515 habitantes (2001). Su densidad de población es de 122,6 hab/km².

## Galería

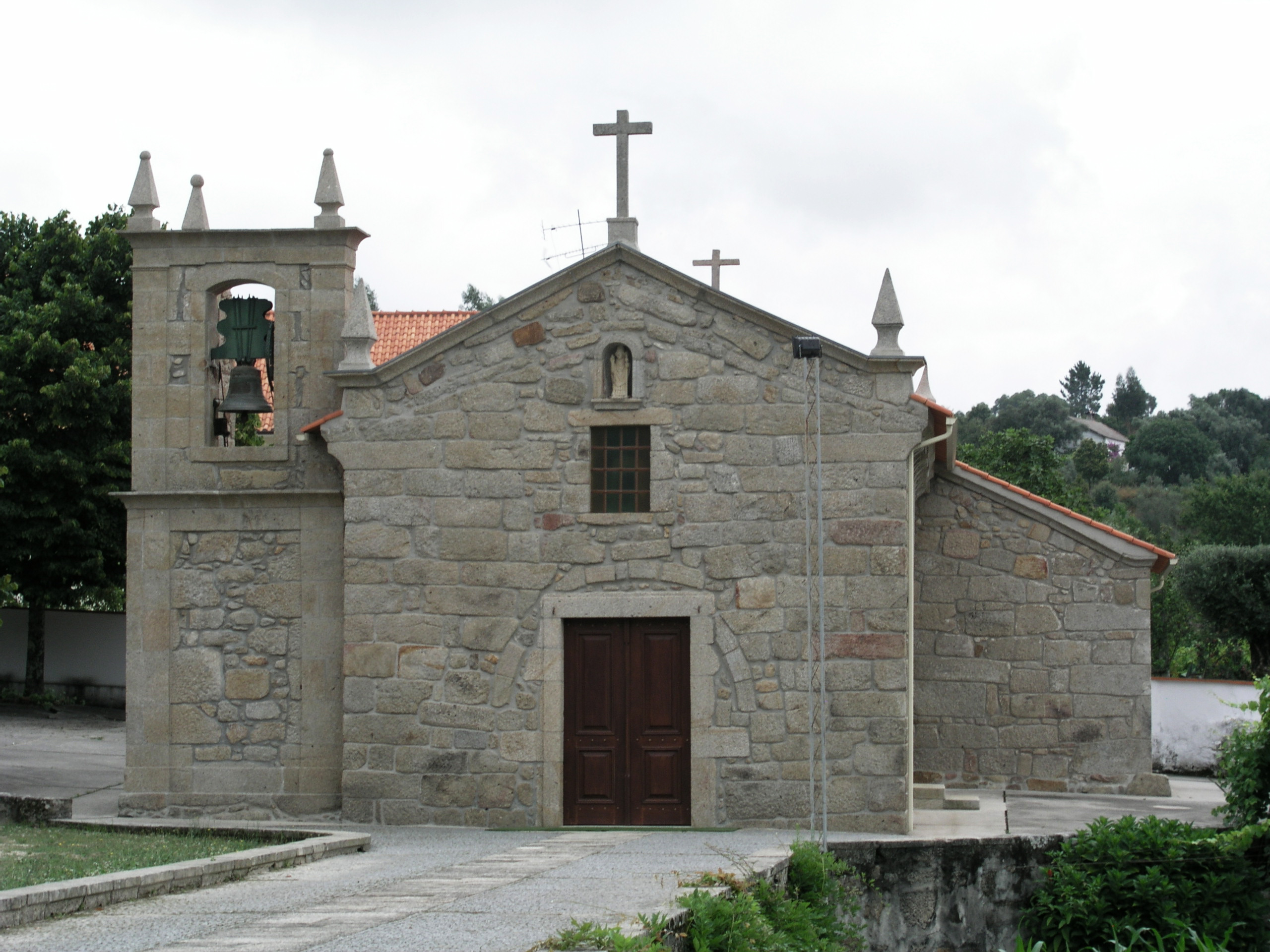
Iglesia de Sao Martinho